# Multi-Crew Pilot Licence
Die Lizenz für Verkehrspiloten in mehrköpfigen Flugbesatzungen (MPL) (von englisch multi-crew pilot licence) ist eine Berufspilotenlizenz. Sie ergänzt die Berufspilotenlizenz (CPL) und die Verkehrspilotenlizenz (ATPL).
Die theoretische Ausbildungsphase gleicht derjenigen der ATPL, während die praktischen Phasen im Vergleich zu den anderen beiden Lizenzen stärker auf die Tätigkeit in einem 2-Mann-Cockpit ausgerichtet sind. Somit können die Flugschüler zielgerichteter auf den Linienbetrieb vorbereitet werden. Die Lizenz wurde 2006 von der ICAO eingeführt, zeitgleich dazu wurden in Zusammenarbeit der JAA und ECA europäische Richtlinien erarbeitet. In Deutschland wurden im Jahr 2008 die rechtlichen Grundlagen geschaffen und 2009 vom LBA umgesetzt. Die Lizenz ist vorwiegend als ab-initio-Ausbildung angedacht, Vorkenntnisse sind daher nicht erforderlich.

## Die Lizenz

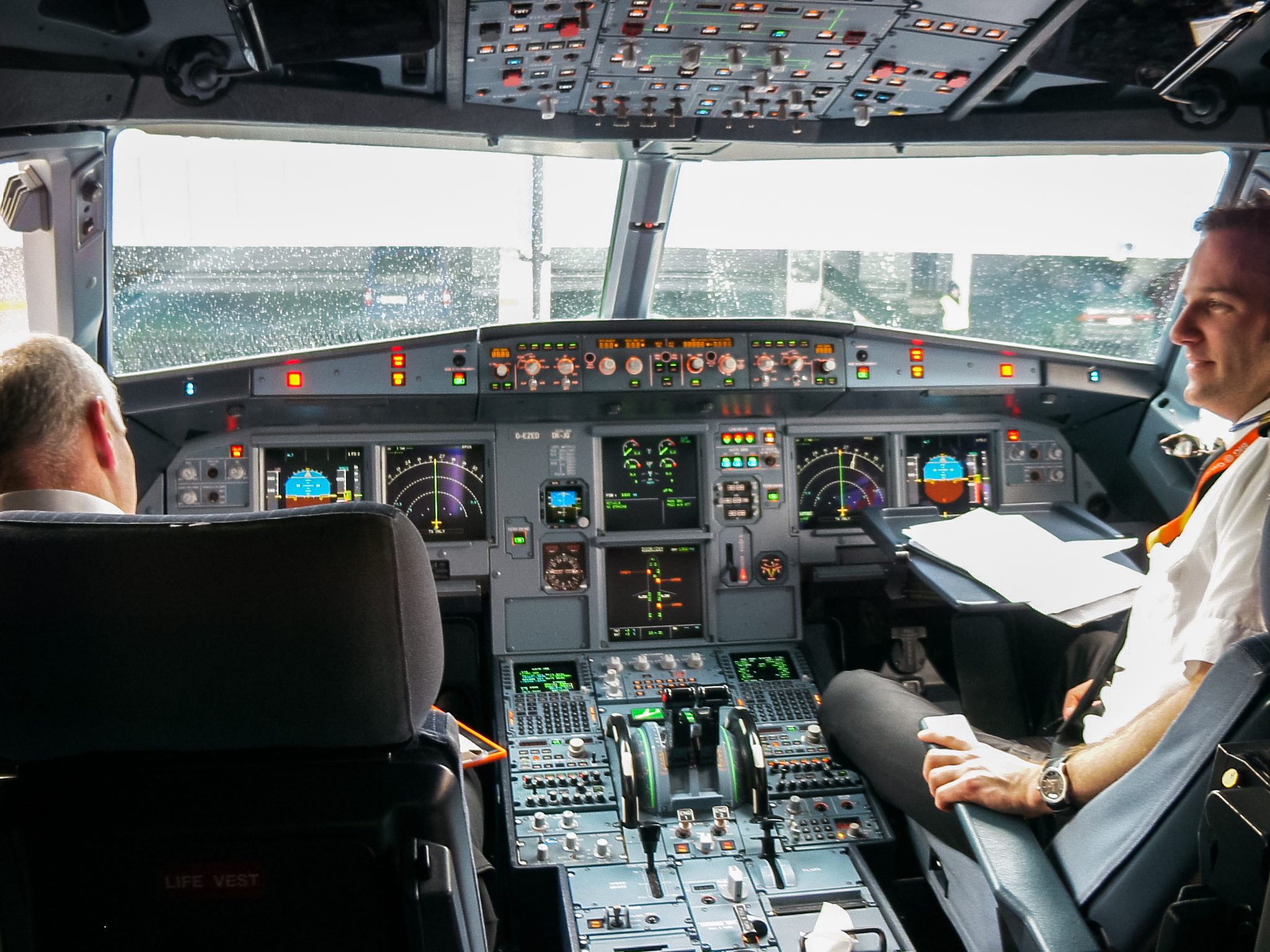
Die Schulung von Sozialkompetenzen zur Erhöhung der Sicherheit in Airlinecockpits ist eine wichtige Prämisse des MPL(A)

### Konzept

#### Threat und Error Management (TEM)
Mit dem Prinzip des Threat und Error Management (TEM) soll vermieden werden, dass es aufgrund mangelhafter Sozialkompetenz zu Störungen und Unfällen kommt. Die Trainingsziele definieren sich aus fest gelegten Leistungskriterien und Anweisungen über Verhaltensmuster. Für Fluggesellschaften ist diese Form der Ausbildung näher an der Praxis in einem Zweimanncockpit.

#### Aufteilung der Ausbildung
Die praktische Ausbildung umfasst vier Phasen und erfolgt in der Regel in verschiedenen Ausbildungsinstitutionen. Zunächst beginnt der Aspirant seine Grundlagenausbildung bei einem Ausbildungsbetrieb für Flugausbildung (ATO), um die VFR- sowie Grundlagen der IFR-Fliegerei zu erlernen. Die Vertiefung der IFR-Ausbildung und die Qualifikation zum Erhalt der Musterberechtigung erfolgt dann in einem Ausbildungsbetrieb für Musterberechtigungen (TRTO) und wird nach dem Erhalt der Lizenz durch ein sogenanntes Linetraining bei einer Airline abgeschlossen.

#### Proof-of-Concept
Durch das Proof-of-Concept-Projekt wird die Lizenz und die Ausbildung einer Prüfung und Bewertung unterzogen, um festzustellen, ob die Lizenz erweitert oder verbessert werden muss. Dies geschieht, indem die Leistungen der Schüler genau dokumentiert und anschließend von der ICAO ausgewertet werden.

### Voraussetzungen und Rechte

#### Flugschüler
Bewerber müssen mindestens 18 Jahre alt sein und ein gültiges Tauglichkeitszeugnis Klasse 1 besitzen. Die Ausbildung führt zur MPL-Lizenz, also einer Instrumentenflugberechtigung, die auf Flugzeuge mit einem 2-Mann-Cockpit beschränkt ist: Der Inhaber kann als Copilot eines mehrmotorigen, turbinengetriebenen Flugzeuges mit einer durch die Musterzulassung vorgeschriebenen Mindestflugbesatzung von zwei Piloten nach Sicht- und Instrumentenflugregeln tätig werden.

#### Fluglehrer
Der Ausbilder muss zusätzlich zur FI(A)-Berechtigung mindestens 500 Stunden Flugerfahrung (davon mindestens 200 Stunden Lehrerfahrung) besitzen und damit die gleichen Anforderungen eines CPL-Fluglehrers erfüllen, um in der Grundausbildung (erste Phase) unterrichten zu dürfen.
Die Tätigkeit in der Aufbaustufe (zweite Phase) erfordert einen MPL-Trainingskurs, 1500 Flugstunden im Flugbetrieb mit mehreren Besatzungsmitgliedern sowie eine CRM-Schulung des Betreibers respektive dessen spezifischer Fortbildungskurse.
In den letzten beiden Phasen (Mittelstufe und Fortgeschrittenenstufe) sowie im Linetraining wird die Ausbildung von TRIs durchgeführt, welche die Schulungen zur Ausbildung für diese Phasen absolviert haben.

## Theoretische Ausbildung

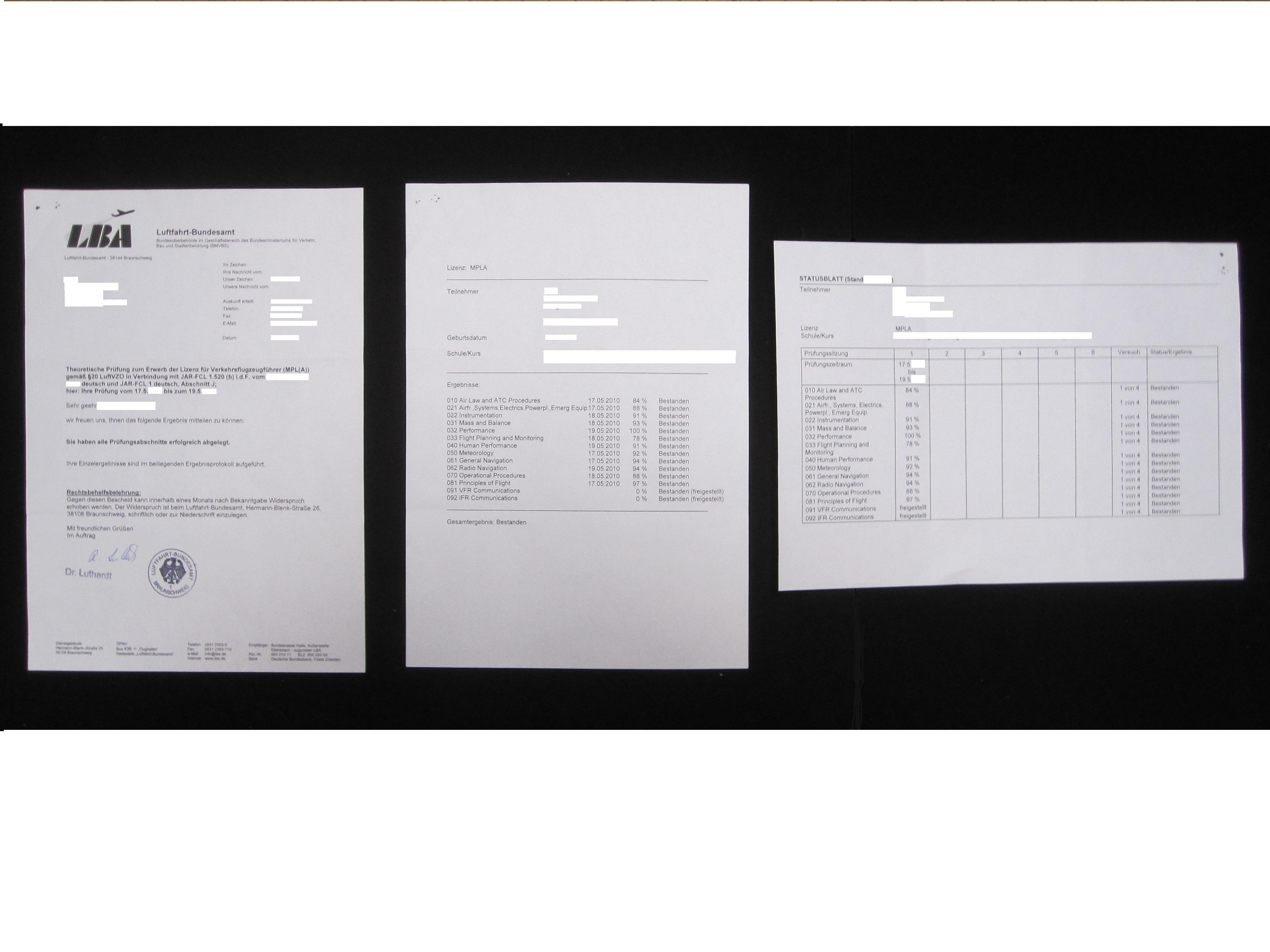
MPL(A)-Theoriebescheinigung des Luftfahrt-Bundesamts

Es werden die gleichen Themen wie in einer ATPL-Ausbildung behandelt, die in mindestens 750 Unterrichtsstunden vermittelt werden. Dadurch müssen bei einer späteren Umschreibung keine weiteren Theorieprüfungen abgelegt werden. Nachfolgende Fächer sind Inhalt der Theorieausbildung, die an einem durch die Luftfahrtbehörde genehmigten Ausbildungsbetrieb für Flugausbildung (ATO) nachzuweisen sind:
- 010 Air Law (Luftrecht)
- 021 Airframe / Systems / Powerplant (Flugzeugstruktur / Systeme / Triebwerke)
- 022 Instrumentation (Instrumentierung)
- 031 Mass & Balance (Beladung & Schwerpunkt)
- 032 Performance Aeroplane (Flugzeugleistung)
- 033 Flight Planning and Monitoring (Flugplanung)
- 040 Human Performance (Menschliches Leistungsvermögen)
- 050 Meteorology (Meteorologie)
- 061 General Navigation (Allgemeine Navigation)
- 062 Radio Navigation (Funknavigation)
- 070 Operational Procedures (Betriebsverfahren)
- 080 Principles of Flight (Aerodynamik)
- 091 VFR Communication (VFR Sprechfunkverfahren)
- 092 IFR Communication (IFR Sprechfunkverfahren)

Die letzten beiden Fächer werden im Rahmen der dreitägigen LBA-Prüfung als „bestanden“ gewertet, wenn zuvor die Flugfunkzeugnisse AZF und BZF I erworben wurden.

## Praktische Ausbildung

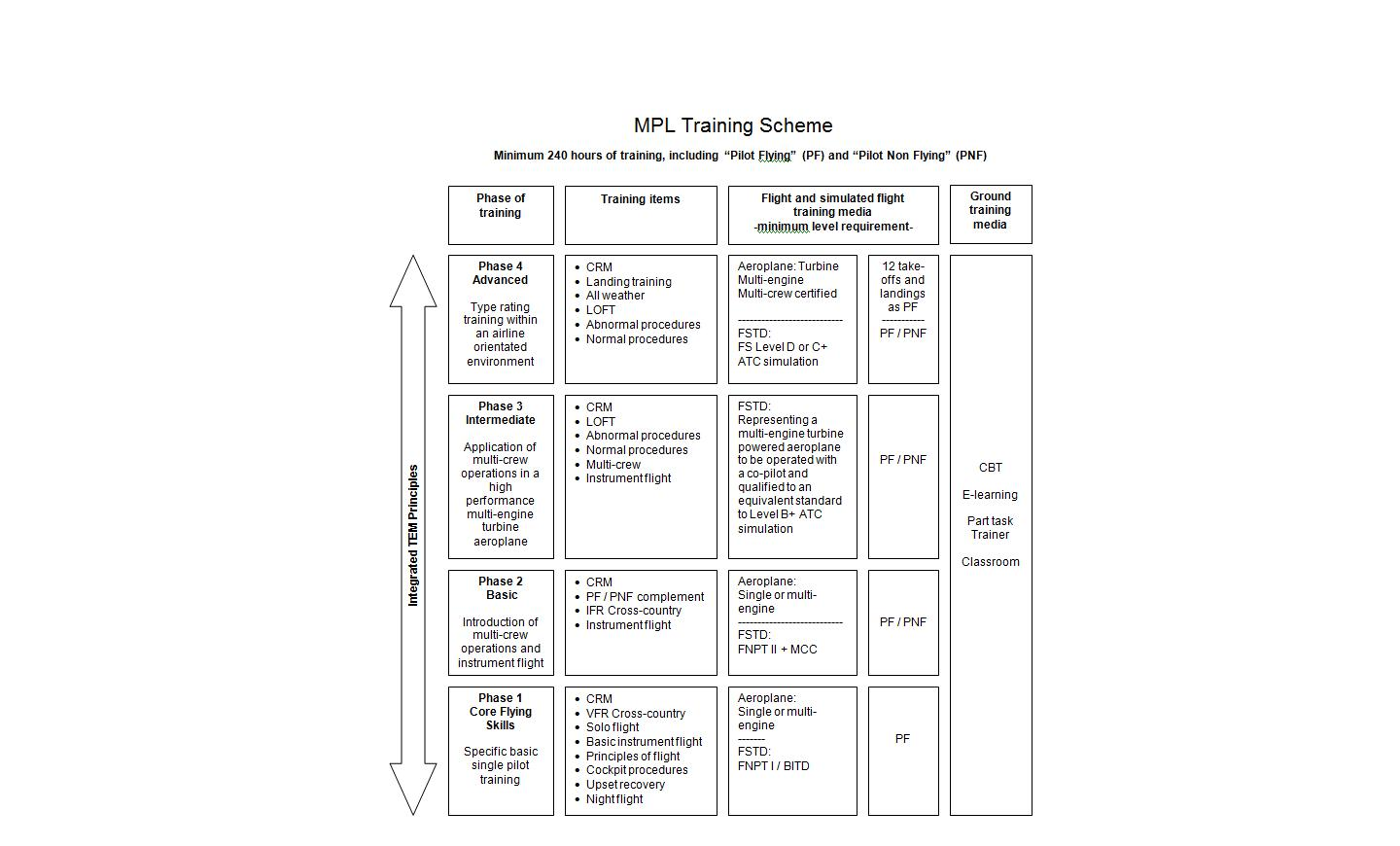
Joint Aviation Authorities MPL Training Scheme

Der praktische Teil besteht aus vier Phasen, die sich auf mindestens 240 Flugstunden (davon wiederum mindestens zehn Stunden Soloflugzeit) verteilen sowie dem abschließenden Linetraining. Der Rest des Ausbildungssyllabus wird im Rahmen der Leistungskriterien von den Flugschulen festgelegt. Es werden sowohl Pilot-Flying- (PF) als auch Pilot-Not-Flying-(PNF)-Stunden anerkannt, der Umfang der jeweiligen Phasen bleibt den Flugschulen freigestellt.

### Core Phase (Fliegerische Grundausbildung)
In der ersten Phase werden Grundlagen des Fliegens (Cockpitabläufe, Standard-Navigationsverfahren sowie die Basis des Instrumentenfluges) erlernt mindestens im Umfang der Privatpilotenlizenz (PPL). Dem Ausbildungsbetrieb steht es frei, ob die Schüler eine PPL-Prüfung absolvieren, um zusätzlich die Rechte eines Privatpiloten wahrnehmen zu können. Durch das Crew Ressource Management Training werden Fertigkeiten der Sozialkompetenz wie situative Aufmerksamkeit, Führungsverhalten und Entscheidungsfindung trainiert, was sich über die ganze Ausbildung erstreckt.

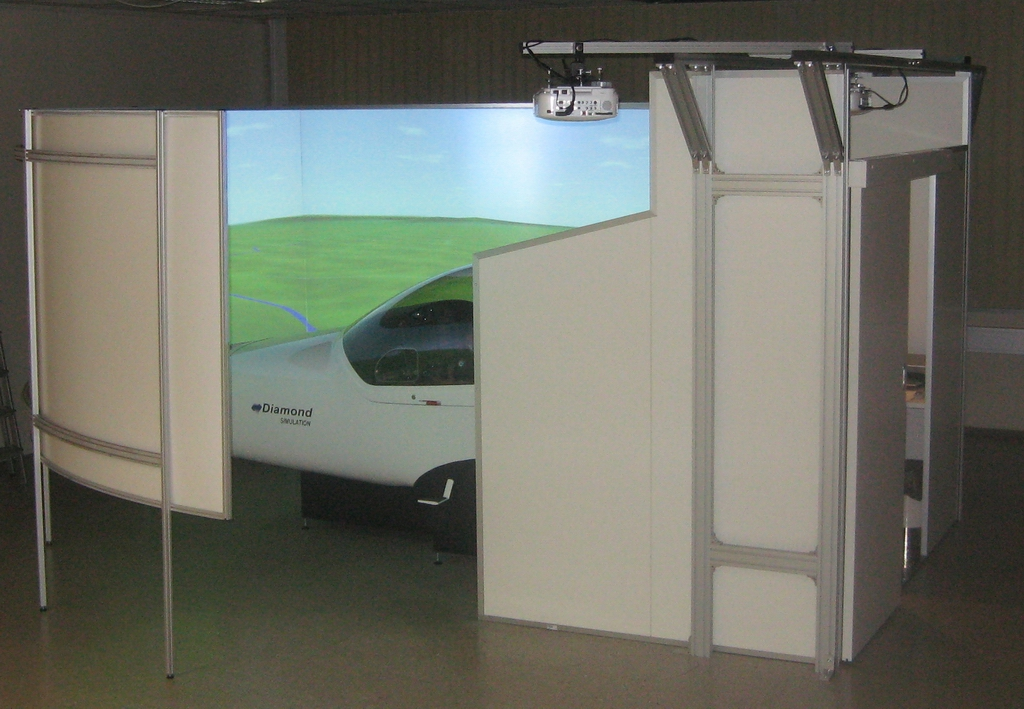
FNPT-II-Verfahrenstrainer

### Basic Phase (Aufbaustufe)
In der zweiten Phase der Ausbildung sammelt der Anwärter Erfahrungen als Pilot-Flying und Pilot-Not-Flying im Zweimann-Cockpit (Multi-Crew). Für den Erwerb der Instrumentenberechtigung sind Überlandflüge nach Instrumentenregeln durchzuführen und die Vorgehensweisen bei möglichen Störungen zu trainieren. Für diese erfolgen auch gesonderte Übungen auf einem FNPT-II-Simulator.

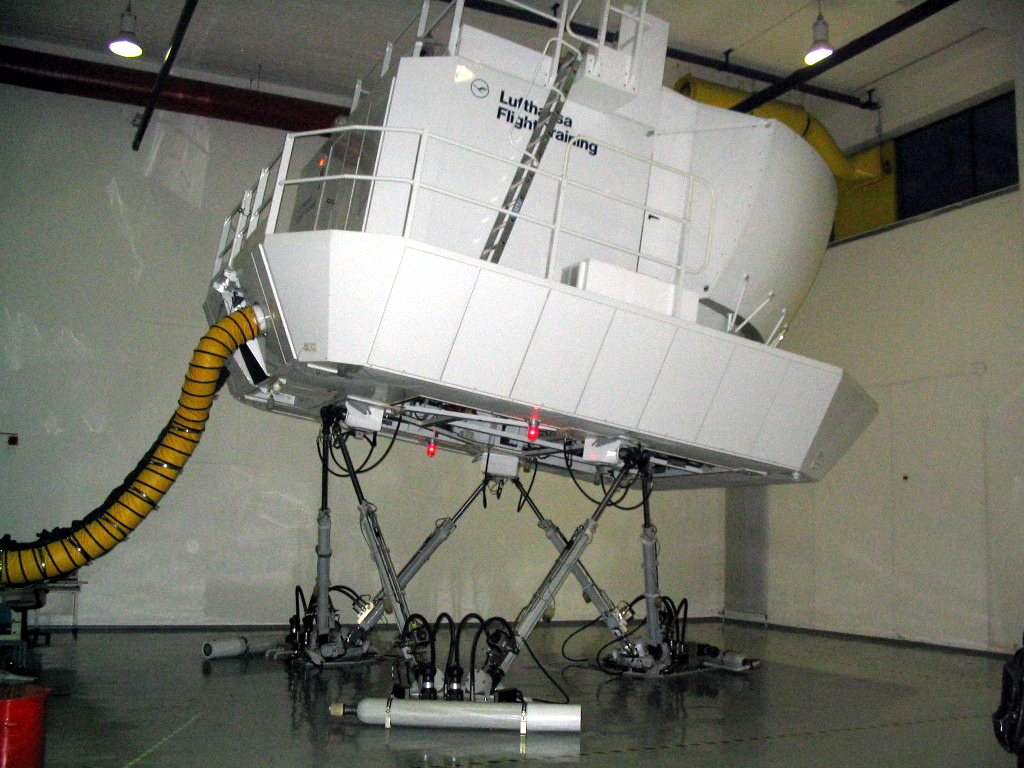
Die letzten beiden Phasen finden auf Full-Motion-Flugsimulatoren statt

### Intermediate Phase (Mittelstufe)
Das Training mit mehreren Besatzungsmitgliedern auf einem mehrmotorigen Flugzeug mit Turbinenantrieb findet in der dritten Phase der MPL-Ausbildung statt. Zur praktischen Unterstützung wird auf einem Full Flight Simulator (z. B. A320/B737) Level D trainiert. Als PF/PNF fliegen die Pilotenanwärter standard operating procedures (vereinheitlichte Cockpitabläufe der Fluggesellschaft) unter verschiedenen Flugbedingungen, trainieren Call-outs und üben den professionellen Umgang mit Checklisten. Die Koordination durch das Crew Ressource Management Training wird weiter gefestigt. Im Anschluss erfolgt das Line Orientated Flight Training (LOFT), basierend auf der Durchführung der Übungen im Simulator.

### Advanced Phase (Fortgeschrittenenstufe)

#### Musterberechtigung
Diese Stufe dient dem Erwerb der Musterberechtigung (MPA; engl. Type Rating). Sie wird auf die Anforderungen und Standards der Fluggesellschaft abgestimmt, bei welcher der Teilnehmer den letzten Teil seiner Ausbildung absolviert. Während des Type Ratings vertiefen die Piloten ihre Kenntnisse im Full Flight Simulator. Sie trainieren normal und abnormal Procedures (Standardverfahren für den normalen Betrieb und für Notfallsituationen) sowie die aktive Zusammenarbeit im Cockpit. Im Rahmen des Platzrundentrainings müssen die Piloten zwölf Starts und Landungen (Touch-and-Goes) unter Aufsicht eines Lehrberechtigten der Airline durchführen.

#### Line Flying Under Supervision (LIFUS)
Nach der Vollendung der Musterberechtigung erhält der Pilot seine Lizenz, mit der er bei der Airline den letzten Abschnitt seiner Ausbildung mit einem Linetraining abschließt. Der Bewerber ist hierbei an die konkrete Airline gebunden.

## MPL im deutschsprachigen Raum (A, CH, D)
| Airline         | Einführung | Geplante Dauer | Flugschule (FTO)             | Standorte                                | Trainingsflotte                                                          | Betrieb zur Musterzulassung (TRTO)                     | Musterberechtigung  | Stationierung                                          | Vom Schüler zu tragende Kosten                                      |
| --------------- | ---------- | -------------- | ---------------------------- | ---------------------------------------- | ------------------------------------------------------------------------ | ------------------------------------------------------ | ------------------- | ------------------------------------------------------ | ------------------------------------------------------------------- |
| Lufthansa Group | 2009*      | 24 Monate      | Lufthansa Aviation Training  | Bremen EDDW, Goodyear KGYR               | Cirrus SR20, Cessna Citation CJ1+                                        | Lufthansa Flight Training                              | A320, E-Jet, CRJ900 | abhängig von übernehmender Airline der Lufthansa Group | 80.000 €                                                            |
| Condor          | 2014       | 24 Monate      | TFC Käufer                   | Essen EDLE                               | Pipistrel Velis Electro, Cessna 152, Grob G 115, Piper PA-28             | TFC Käufer                                             | A320/A321           | Düsseldorf, Hamburg, Frankfurt, München, Leipzig       | 89.000 €                                                            |
| Swiss           | 2008*      | 21 Monate      | Swiss Aviation Training Ltd. | Grenchen LSZG, Vero Beach KVRB           | Diamond DA 40NG, Piper PA-28 Warrior, Piper PA-44 Seminole, Diamond DA42 | Swiss Aviation Training Ltd, Lufthansa Flight Training | A320, C-Series      | Zürich LSZH                                            | 30.000 CHF für SchweizerInnen / 54.000 CHF für EU/EFTA-Staatsbürger |
| Austrian        | 2017*      | 24 Monate      | Lufthansa Aviation Training  | Bremen EDDW, Goodyear KGYR, Rostock ETNL | Cirrus SR20, Diamond DA42                                                | Lufthansa Flight Training                              | A320, Embraer 195   | Wien LOWW                                              | 40.000 €                                                            |

* MPL eingestellt, aktuell ATPL Lizenz (Stand 21. Januar 2025)

## Kritik
Die MPL-Lizenz war aufgrund ihrer Struktur und ihrer im Vergleich zu den anderen Lizenzen begrenzten Möglichkeiten Kritik ausgesetzt:

### Flugstunden
In Medienberichten sowie Fachzeitschriften war die Rede davon, dass man nur noch wenig Zeit in einem realen Flugzeug verbringe und der Großteil der Ausbildung auf Simulatoren und Verfahrensübungsgeräten erfolge. Außerdem bestünde die Möglichkeit, sich gleichermaßen PF- und PNF-Stunden anrechnen zu lassen, was zu einer Halbierung der effektiven Stunden an den Controls führe.
Obschon eine Ausbildung, die massiv auf Full-Flight-Simulatoren setzt, nicht billiger sei, als auf den üblichen Schulflugzeugen habe der Gesetzgeber eine Möglichkeit geschaffen, mit einem Minimum an tatsächlichen Flugstunden in einem Cockpit zu arbeiten: Unmittelbare physikalische Grenzen und der Respekt vor den Folgen deren Nichtanerkennung oder auch einer Unachtsamkeit im falschen Augenblick würden aber nur in der Realität klar.
Die Verantwortung für die Qualität der Ausbildung läge viel deutlicher bei den Schulen und den Airlines, die dieses Konzept jedoch nur in enger Kooperation umsetzen könnten, die konstante Evaluierung ginge bis ins Line Training der die Piloten übernehmenden Airline. Auf diese Art und Weise seien gleichzeitig das Qualitätsmonitoring und der nötige Feedbackloop wieder in die Flugschule zurück und zur ICAO sichergestellt.

### Deckung des Pilotenbedarfs
Der im asiatischen Markt wachsende Pilotenbedarf wurde durch die Einführung der Lizenz schneller und kosteneffektiver gedeckt. Außerdem sollte eine Lizenz entstehen, die den damaligen Anforderungen der Linienluftfahrt entsprach und gleichzeitig im wachsenden Flugverkehr alle Risiken und Herausforderungen, die damit einhergehen, an die zukünftigen Piloten vermittelte.

### Kostenfaktoren
Hauptkritikpunkt war, dass die MPL-Lizenz günstige Piloten ohne genügend praktische Flugerfahrung mit starker Abhängigkeit von einem Arbeitgeber erzeuge. Bei dieser Gelegenheit würden auch die Kosten für Musterberechtigung und LIFUS, ehemals klassische Arbeitgeberleistungen, dem angehenden Piloten aufgebürdet; die Kostenbeteiligung des Flugschülers bei der Lufthansa-Ausbildung nach der Umstellung auf die MPL-Ausbildung stieg von 40.903 EUR (2008) auf 80.000 EUR (2019). Ob die Lizenz tatsächlich günstiger ist, bleibt abzuwarten; so kamen erste Studien in Australien und Neuseeland zu dem Schluss, dass sogar mehr Stunden für die MPL-Ausbildung notwendig seien als für eine klassische Schulung, die dem Piloten darüber hinaus mehr Rechte bietet.

### Umschreibung zum ATPL(A), CPL(A) und IR(A)
Da in der MPL-Ausbildung das Hauptaugenmerk auf dem Führen von (i. d. R. größeren) Flugzeugen mit mehrköpfiger Besatzung liegt, müssen Lizenzen, die zum Führen von Flugzeugen als einziger Pilot berechtigen (wie PPL oder CPL), separat durch zusätzliche Prüfungsflüge nachträglich erworben werden. Für die Erteilung der ATPL hingegen kann die MPL nach dem Nachweis der erforderlichen praktischen Flugerfahrung (Flugstundenanzahl entsprechend den ATPL-Anforderungen) und einem Prüfungsflug (ebenfalls gemäß ATPL-Anforderungen) voll angerechnet werden, die so erteilte ATPL bleibt jedoch auf Flugzeuge mit mehrköpfiger Besatzung beschränkt.

### Einstieg ins Arbeitsumfeld
Da die MPL auf die Anforderungen von Fluggesellschaften zugeschnitten ist, wird die MPL-Ausbildung auch nur von solchen angeboten. Hierbei wird bewusst in Kauf genommen, dass mit der MPL Flugzeugmuster, die für Einmannbesatzungen zugelassen sind, vom Lizenz-Inhaber nicht alleine geflogen werden dürfen. Sollten MPL-Inhaber jedoch nicht von der ausbildenden Fluggesellschaft übernommen werden, sind es gerade diese Flugzeuge, auf denen Piloten der Bedarfsluftfahrt ihre erste Flugerfahrung sammeln könnten.

## Einzelbelege
1. ↑  JAR-FCL 1.001 Beruflich Tätiger Pilot (Professional Pilot)
2. 1 2 3  JAR-FCL 1.520 Theoretische Kenntnisse
3. 1 2 3 4 5 6 7 8  ICAO-Artikel zum MPL (Memento vom 21. Juli 2007 im Internet Archive), abgerufen am 4. Mai 2011.
4. ↑  ECA zum MPL, European Cockpit Association, abgerufen am 6. Juni 2011
5. ↑  JAR-FCL 1 deutsch Amendment 7, vom 17. November 2008
6. 1 2  Presseinformation 12/2009 vom 13. November 2009 : Luftfahrt-Bundesamt stellt erste MPL-Lizenzen aus (Memento vom 11. Februar 2013 im Webarchiv archive.today), abgerufen am 4. Mai 2011.
7. ↑  JAR-FCL 1 deutsch Amendment 7 rechtswirksam ab 1. Februar 2009
8. 1 2 3  FAQs zum MPL (Memento vom 23. Oktober 2012 im Internet Archive), ICAO Air Navigation Bureau, abgerufen am 17. Oktober 2012
9. 1 2  JAR-FCL MPL(A) 1.530 Praktische Fähigkeiten
10. 1 2 3 4 5 6  Anhang 1 zu JAR-FCL 1.520 und 1.525 Durchgehende Ausbildung für MPL(A) (11) Flugausbildung
11. 1 2 3 4 5 6  Anhang 1 zu JAR-FCL 1.520 und 1.525 Durchgehende Ausbildung für MPL(A) (17) Flugausbildung in synthetischen Flugübungsgeräten
12. 1 2 3 4 5 6  Richtlinien und vier Phasen Konzept (Memento des Originals vom 29. September 2011 im Internet Archive)  Info: Der Archivlink wurde automatisch eingesetzt und noch nicht geprüft. Bitte prüfe Original- und Archivlink gemäß Anleitung und entferne dann diesen Hinweis., Joint Aviation Authorities, abgerufen am 9. Mai 2011
13. ↑  JAR-FCL 1.055 Ausbildungsbetriebe und registrierte Ausbildungseinrichtungen (a) Flight Training Organisation (FTO)
14. ↑  JAR-FCL 1.055 Ausbildungsbetriebe und registrierte Ausbildungseinrichtungen (b) Type Rating Training Organisation (TRTO)
15. ↑  JAR-FCL 1.500 Mindestalter
16. ↑  JAR-FCL 1.505 Flugmedizinische Tauglichkeit
17. 1 2  JAR-FCL MPL(A) 1.510 Abschnitt (a) Voraussetzungen und Rechte
18. 1 2  JAR-FCL 1.310 Abschnitt (d) (1) Zusätzliche Anforderungen an Lehrberechtigte oder Inhaber einer Anerkennung für eine Ausbildungstätigkeit in einem MPL(A)-Lehrgang
19. ↑  JAR-OPS 1.945 Abschnitt (a) (9) Umschulung und Überprüfung
20. ↑  JAR-FCL 1.330 Abschnitt (g) Rechte und Anforderungen zur Durchführung der Flugausbildung für den Erwerb einer MPL(A)
21. ↑  JAR-FCL 1.405 Abschnitt (c) Anerkennung für die Ausbildung auf synthetischen Flugübungsgeräten (SFI(A)/MPA)-Rechte
22. ↑  Anhang 1 zu JAR-FCL 1.520 und 1.525 Durchgehende Ausbildung für MPL(A) (9) Theoretische Kenntnisse
23. ↑  JAR-FCL 1.470 (a) Inhalt von theoretischen Prüfungen
24. ↑  ATPL(A) Prüfungsfächer (Seite nicht mehr abrufbar, festgestellt im Mai 2019. Suche in Webarchiven)  Info: Der Link wurde automatisch als defekt markiert. Bitte prüfe den Link gemäß Anleitung und entferne dann diesen Hinweis., LBA Homepage, abgerufen am 3. Mai 2011
25. 1 2  JAR-FCL 1.515 Flugerfahrung
26. ↑  MPL – Multi Crew Pilot Licence. In: fs.airberlin.com. Air Berlin PLC & Co. Luftverkehrs KG, archiviert vom Original am 12. Oktober 2011; abgerufen am 4. Mai 2011.
27. 1 2  Lufthansa Pilotenbewerbung (Memento des Originals vom 1. Juli 2006 im Internet Archive)  Info: Der Archivlink wurde automatisch eingesetzt und noch nicht geprüft. Bitte prüfe Original- und Archivlink gemäß Anleitung und entferne dann diesen Hinweis., abgerufen am 4. März 2014.
28. ↑  JAR-FCL 1.001 Leistungskriterien (Performance Criteria)
29. ↑  JAR-FCL 1.001 Flugzeuge mit zwei Piloten (Multi-Pilot Aeroplane)
30. ↑  Anhang 1 zu JAR-FCL 1.520 und 1.525 Durchgehende Ausbildung für MPL(A) (18/19) Praktische Fähigkeiten
31. ↑  Lufthansa – Home. Abgerufen am 9. April 2019.
32. ↑  , TFC Käufer MPL-Ausbildung für Condor, abgerufen am 21. Januar 2025
33. ↑  Condor Jobs. Abgerufen am 21. Januar 2025.
34. ↑  Ausbildungsmodelle Swiss Aviation Training (Memento vom 21. Juni 2011 im Internet Archive), SAT-Homepage, abgerufen am 17. Mai 2011
35. ↑  Wie finanziere ich die Ausbildung als SWISS-Pilot? – European Flight Academy. Abgerufen am 26. Oktober 2019.
36. ↑  Austrian Airlines Pilot Recruitment – Flugschule. Abgerufen am 24. Oktober 2019.
37. 1 2  Bericht zum MPL, Vereinigung Cockpit e. V., abgerufen am 13. Mai 2011
38. ↑  Wie finanziere ich die Ausbildung zum Piloten? – European Flight Academy. Abgerufen am 9. April 2019.
39. ↑  Bericht zum MPL, CASA australische Luftfahrtbehörde, abgerufen am 13. Mai 2011
40. ↑  JAR-FCL ATPL(A) 1.280 Flugerfahrung und Anrechnung
41. ↑  JAR-FCL 1.295 Praktische Fähigkeiten
42. ↑  JAR-FCL ATPL(A) 1.275 Abschnitt (c) Rechte und Voraussetzungen